# Хосе Патрісіо Ґуджіарі
Хосе Патрісіо Ґуджіарі (ісп. José Patricio Guggiari; Асунсьйон, 17 березня 1884 — Буенос-Айрес, 30 жовтня 1957) — парагвійський політичний діяч, президент Парагваю (з 15 серпня 1928 по 15 серпня 1932), один з засновників Ліберальної партії Парагваю, конгресмен.

## Біографія
Народився в італійсько-швейцарській родині. Освіту здобув у місті Вільяррика та Асунсьйоні.
1913 вперше став послом Палати депутатів Парагваю, а 1918 очолив парламент.
Працював міністром в уряді Президента Парагваю Мануеля Ґондри, напередодні громадянської війни.
1924 — знову посол Палати депутатів, звідки повів кампанію за пост Президента і виграв її. Став першим демократично обраним Президентом в історії Парагваю і першим, хто погодився на процедуру імпічменту, пов'язану з трагічним розстрілом студентської демонстрації 1931.
Склавши повноваження, виїхав на еміграцію до Аргентини, де очолював велику парагвайську діаспору, користуючись незмінною повагою аргентинського уряду.